# 應用科學碩士
應用科學碩士（英語：Master of Applied Science），常簡寫為MASc、MAppSc、MApplSc、M.A.Sc.、MAS等，是一種在大英國協地區較為常見的學位名稱。
在大英國協地區，應用科學碩士一般指涉較工學碩士更具學術性的工程學研究者。相較於工學碩士偏重於修課，應用科學碩士需要兼顧修課和論文。
「應用科學碩士」在北美14所大學被採用：亞利桑那州立大學、戴爾豪斯大學、三角洲州立大學、德拉瓦大學、內布拉斯加大學、卡爾頓大學、丹佛大學、貴湖大學、紐芬蘭紀念大學、康考迪亞大學、多倫多大學、懷雅遜大學、麥克馬斯特大學、皇后大學、維多利亞大學、約克大學、高等工程技術學院和蒙特婁大學等，在澳大利亞和紐西蘭更為普遍。